# Abd-al-Màjid (nom)
Abd-al-Màjid és un nom masculí teòfor àrab islàmic —en àrab عبد الماجد, ʿAbd al-Mājid— que literalment significa «Servidor del Noble», essent «el Noble» un dels epítets de Déu. Si bé Abd-al-Màjid és la transcripció normativa en català del nom en àrab clàssic, també se'l pot trobar transcrit Abdul Magid... normalment per influència de la pronunciació dialectal o seguint altres criteris de transliteració. Com a teòfor, també el duen molts musulmans no arabòfons que l'han adaptat a les característiques fòniques i gràfiques de la seva llengua.